# Jan van Schaffelaar

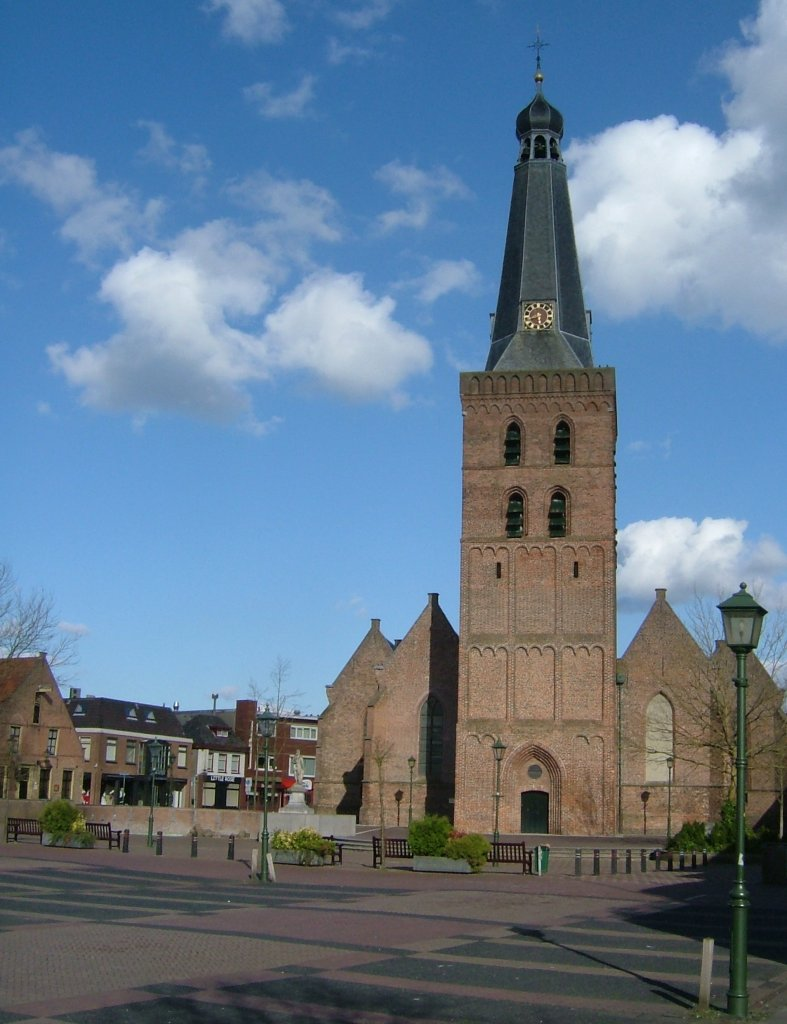
Kirche in Barneveld, 2006. Im Juli 1482 sprang Jan van Schaffelaar vom Turm in den Tod.

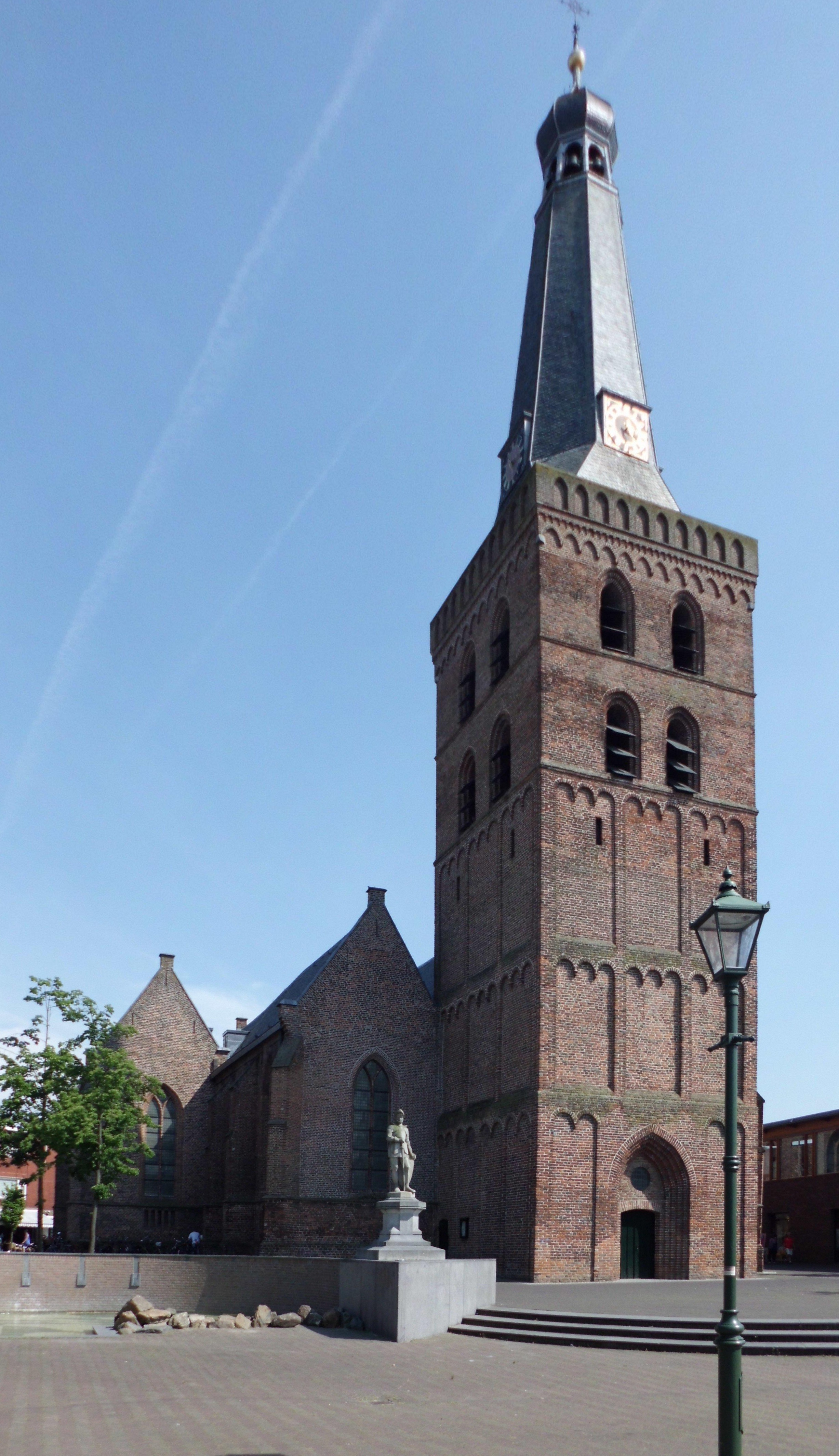
Das Standbild zu Ehren Van Schaffelaars vor der Kirche

Jan van Schaffelaar (* um 1445 in der Provinz Gelderland; † 16. Juli 1482 in Barneveld) war Offizier der Kavallerie im Haken-und-Kabeljau-Krieg in den Diensten von David von Burgund. Van Schaffelaar gilt als niederländischer Volksheld.

## Der Sprung vom Kirchturm
Die älteste Erwähnung Van Schaffelaars findet sich in einer Chronik von Antonius Matthaeus aus der Provinz Utrecht von 1698. Die Chronik berichtet, dass es am 16. Juli 1482 zwischen der zu den „Kabeljau“ gehörenden Truppe unter der Führung Van Schaffelaars und einer „Haken“-Einheit aus Amersfoort und Nijkerk zu einem Gefecht kam. Van Schaffelaar besetzte mit seinen Männern die Kirche von Barneveld, wo sie mit Kanonen beschossen wurden. Bei diesem Angriff verlor Van Schaffelaar vier oder fünf Männer. Die beiden Parteien verhandelten miteinander, über den Inhalt der Verhandlungen und die Forderungen gibt es verschiedene Versionen. In der Chronik von 1698 schreibt Matthaeus, dass die „Haken“ nur dann einer Kapitulation zustimmen wollten, wenn die in der Kirche verschanzten Männer ihren Anführer vom Kirchturm werfen würden. Die Chronik berichtet, dass die Männer den Vorschlag ablehnten, Van Schaffelaar sich dann aber selbst vom Turm stürzte, um seine Männer zu retten. Trotz der großen Fallhöhe sei Jan van Schaffelaar nicht sofort tot gewesen und wurde von den gegnerischen Soldaten ermordet.
Am 15. September 1903 wurde vor der Kirche in Barneveld ein Standbild zu Ehren Jan van Schaffelaars enthüllt. Im Juni 2009 eröffnete das Schaffelaartheater in Barneveld.

## Rezeption
Jan van Schaffelaar spielt die Hauptrolle in dem ansonsten größtenteils fiktiven Jugendroman Karen Simonstochter von Thea Beckman und im 1838 erschienenen Roman De Schaapherder von Jan Frederik Oltmans.